# Aril Wretblad
Per Aril Wretblad (* 26. Juli 1972 in Nacka) ist ein schwedischer Kameramann.

## Karriere
Bereits in jungen Jahren arbeitete Wretblad in unterschiedlichen assistierenden Funktionen beim schwedischen Film, so dass er beschloss, eine Ausbildung als Kameramann an der Stockholmer Filmhochschule von 1999 bis 2001 zu absolvieren. Anschließend war er unter anderem als Kameramann für unterschiedliche Werbefilme tätig, wie etwa Nokia, Volvo, IKEA, Jägermeister und Bosch. Hauptsächlich ist Wretblad jedoch für seine Arbeit an schwedischen Filmen bekannt. So wirkte er an Filmen wie Jalla! Jalla!, Kops, Zozo und Snabba Cash als Kameramann mit. Für Zozo und Snabba Cash erhielt er jeweils eine Guldbagge als bester Kameramann 2006 und 2011.
Wretblad gehört zu jenen Kameramännern, die sich für die neue Red-Kamera entschieden und mit ihr arbeiteten. So wurde diese für den Film LasseMajas detektivbyrå - Kameleontens hämnd 2008 benutzt.

## Filmografie (Auswahl)
- 1997: Adam & Eva  (Kamera-Assistenz)
- 2000: Jalla! Jalla! Wer zu spät kommt … (Jalla! Jalla!)
- 2003: Kops (Kopps)
- 2005: Zozo
- 2007: Leo
- 2008: Das Chamäleon schlägt zurück (LasseMajas detektivbyrå - Kameleontens hämnd)
- 2010: Easy Money – Spür die Angst (Snabba Cash)
- 2021: Der unwahrscheinliche Mörder (Den osannolika mördaren, Fernsehserie)

## Auszeichnungen (Auswahl)
- Guldbagge
  - 2006: Beste Kamera - Zozo
  - 2011: Beste Kamera - Snabba Cash